# اسکولی پیچنو
شهر  اسکولی پیچنو (به ایتالیایی: Ascoli Piceno) با جمعیت ۵۱٬۶۲۹ نفر  در ناحیه مارکه در کشور ایتالیا واقع شده‌است.